# نايف خرما
نايف نمر خرما، أستاذ أكاديمي، ومترجم عمل في التدريس الجامعي في دولة الكويت والأردن، له ترجمات وإسهامات علميّة.

## حياته
ولد في مدينة صفد شمالي فلسطين عام 1925. تلقى تعليمه في صفد حيث درس المرحلة الابتدائية والتي كانت مشتركة مع المتوسط فهما مدرسة واحدة الى الصف السابع، ثم انتقل الى الثانوية حتى حصل على الثاني الثانوي، ثم وقع عليه الاختيار من بين الطلبة المنتخبين على مستوى فلسطين خلال الانتداب البريطاني للالتحاق  بكلية دار المعلمين في القدس، وهي معهد تعليمي يسير على النظام الإنكليزي في إعداد الكوادر العلمية، وكان يلزم الطلبة الملتحقين به بالإقامة في السكن الداخلي المعد لهم. درس خرما في هذا المعهد أصول التربية وما يتعلق بها، بالإضافة إلى المواد التاريخية والجغرافيا، وعلم الأحياء، واللغة العربية.

## سيرته العلمية
بعد تخرجه في كلية دار المعلمين بالقدس سنة 1942 عاد الى بلده صفد، وأنيط به تدريس اللغة الإنجليزية لطلاب المرحلة الثانوية، وقضى في التدريس عامًا واحدًا. انتقل بعدها للعمل في إدارة المجلس المحلي لبلدته، ثمّ عُيِّن رئيسًا للمجلس البلدي مدَّةً من الزمن. 
بعد أحداث 1948 وقيام دولة إسرائيل انتقل نايف خرما إلى سوريا، وهناك بدأ نشاطه العلمي من جديد، فكانت المحطة التعليمية التي مارس التدريس بها مدينة طرطوس حيث تولى تدريس اللغة الإنجليزية، وكان ثمة حاجة ملحة في سوريا لمن يدرس لهم هذه المادة، لا سيما أن المدارس فيها كانت تفتقر الى هذا التخصص بعد أن كانت خاضعة للانتداب الفرنسي.
بعد قدوم البعثة الكويتية المخولة بالتعاقد مع المدرسين إلى سوريا تعاقد هو وزوجته التي كانت تعمل مدرسة، انتقل إلى الكويت عام 1950، وكانت المدرسة المباركية (وهي من أولى المدارس في الكويت) أول محطاته التدريسية، وكلف فيها بتدريس اللغة الانجليزية.انتقل بعدها إلى مدرسة الفحيحيل حيث رافق زوجته حينما انتقلت للتدريس في الفحيحيل، فدرَّس فيها أربعة أعوام. وحينما أنشئت مدرسة الشويخ، وهي أوَّل ثانوية في الكويت أصبح خرما أحد كوادرها العلمية، وأسند اليه تدريس مادة اللغة الإنجليزية، وأخذ أثناء ذلك ايراسل جامعة لندن عن طريق القنصلية الملحقية البريطانية في الكويت، وحصل على الإجازة الجامعية من جامعة لندن عام 1957 وقد أُجري له الاختبار في المجلس الثقافي البريطاني الموجود في الكويت.
سافر للدراسة في لندن، وحصل على شهادة الدكتوراة منها، ولمّا عاد إلى الكويت ساهم في تأسيس مركز اللغات، وأصبح مديراً له عام 1973.
بعد أن اجتاح العراق دولة الكويت، واسترجعت الولايات المتحدة السيطرة على الكويت، ضيّق الكويتيون على الفلسطينيين، فاضطر إلى مغادرة الكويت عام 1990، ويمّم وجهه نحو عمّان، وهناك التحق بطاقم التدريس في الجامعة الأردنية. عُيِّن بعدها نائبًا لرئيس جامعة الإسراء في عمّان.
تُوفِي في عمّان عام 2004.

## مؤلفاته
1. أضواء على الدراسات اللغوية المعاصرة، الكويت: المجلس الوطني للثقافة والفنون والآداب، 1978.[2]
2. اللغات الأجنبية تعليمها وتعلمها بالمشاركة مع علي حجاج، الكويت: المجلس الوطني للثقافة والفنون والآداب، 1988.[3]